# Herb gminy Tarnów Opolski
Herb gminy Tarnów Opolski – jeden z symboli gminy Tarnów Opolski.

## Wygląd i symbolika
Herb przedstawia na tarczy dzielonej w rosochę w pierwszym polu na błękitnym tle trzy srebrne kominy wapiennicze (nawiązanie do zasobów naturalnych i przemysłu gminy), w polu drugim czerwonym srebrną gałązkę tarniny (od której pochodzi nazwa gminy), natomiast w polu trzecim srebrnego konia w biegu na złotym tle (symbol rolnictwa gminy). Pola górne i dolne przedzielone są srebrną wstęgą z czarnym napisem „TARNÓW OPOLSKI”.